# Alpe
Alpe (njem. Alpen; tal. Alpi; fra. Alpes; fur. Alps; okc. Aups/Alps; romanš: Alps; slo. Alpe) su planinski sustav između Srednje i Južne Europe dug 1200 km i širok oko 150 km. Alpski luk općenito se proteže od Nice na zapadnom Sredozemlju do Trsta na Jadranu i Beča na početku Panonskog bazena. Najviši je i najopsežniji planinski lanac koji se u cijelosti nalazi u Europi, a proteže se preko sedam alpskih zemalja (redom od zapada prema istoku): Francuske, Švicarske, Italije, Lihtenštajna, Austrije, Njemačke i Slovenije. Najviši vrh Alpa je Mont Blanc (4808,73 m) na granici Italije i Francuske.
Lanac je nastao tijekom nekoliko desetaka milijuna godina sudaranjem afričke i euroazijske tektonske ploče. Ekstremno skraćivanje uzrokovano ovim geološkim događajem imalo je za posljedicu podizanje morskih sedimentnih stijena potiskivanjem i savijanjem u visoke planinske vrhove kao što su Mont Blanc i Matterhorn. Središnji planinski niz izgrađuju stare kristalinske stijene, a sjeverni i južni lanci od mezozojskih su karbonatnih stijena (vapnenci i dolomiti), koje su izdignute tzv. alpskim nabiranjem (alpskom orogenezom). Današni oblik Alpe su dobile pleistocenskom glacijacijom, a snježna granica je na visini 2700 – 2800 m.
Najveći planinski vrh Mont Blanc (4809 m) proteže se francusko-talijanskom granicom, no na području Alpa smješteno je još 128 planinskih vrhova viših od 4000 m.
Nadmorska visina i veličina raspona utječu na klimu u Europi; u planinama, količine oborina jako variraju, a klimatske uvjete čini nekoliko različitih zona. Divlje životinje poput alpskog kozoroga žive na višim vrhovima do nadmorske visine od 3400 m, a biljke kao što je runolist rastu u stjenovitim područjima na nižim nadmorskim visinama.
Dokazi o ljudskom boravku u Alpama datiraju još iz doba paleolitika. Mumificirani čovjek Ötzi, za kojeg je utvrđeno da je star 5000 godina, otkriven je na ledenjaku na austrijsko-talijanskoj granici 1991.
Do 6. stoljeća pr. Kr., keltska latenska kultura bila je raširena tim područjem. U antici su Alpe služile kao prirodna obrana Apeninskog poluotoka sa sjevera, zato je Hannibalov pothvat prelaska Alpa s borbenim slonovima tijekom rata s Rimljanima ostao zabilježen u povijesti. Rimljani su osnovali mnoga naselja u cijeloj alpskoj regiji. U novom je vijeku Napoleon 1800. godine prešao jedan od planinskih prijevoja s vojskom od 40 000 vojnika. U 18. i 19. stoljeću u ovo je područje došlo je do velikog priljeva prirodoslovaca, pisaca i umjetnika posebice tijekom romantizma, nakon čega je uslijedilo zlatno doba alpinizma kada su se planinari počeli uspinjati na vrhove.
Na alpskom području živi otprilike 13 milijuna ljudi koji imaju snažan kulturni identitet. Tradicionalna kultura poljoprivrede, proizvodnje sira i obrade drveta još uvijek postoji u alpskim selima, iako je turistička industrija počela rasti početkom 20. stoljeća, znatno se proširila nakon Drugog svjetskog rata i do kraja stoljeća postaje dominantnom industrijom. Srednja i Južna Europa povezane su preko Alpa s više cestovnih i željezničkih veza. Preko Alpa prolazi više cestovnih i željezničkih veza koje povezuju Srednju i Južnu Europu. Najduži su tuneli su Simplon (20 km) i St. Gotthard (15 km).
Zimske olimpijske igre organizirane su u švicarskim, francuskim, talijanskim, austrijskim i njemačkim Alpama. Od 2010. u regiji ih je 14 milijuna ljudi i ima 120 milijuna posjetitelja godišnje 

## Etimologija i toponimija
Riječ Alpe dolazi od latinskog izraza Alpes, koja bi mogla vući korijen od pridjeva albus ("bijeli"). Izraz bi mogao potjecati od grčke božice Alfito, čije je ime povezano s alphita ("bijelo brašno"), te s praindoeuropskom riječi *albʰós. Slično tome, ime riječnog boga Alfeja također bi trebao potjecati od grčkog izraza alphos što znači "bjelkast".
U svom komentaru na Vergilijevu Eneidu, gramatičar iz kasnog 4. stoljeća Mauro Servije Honorat kaže da Kelti sve visoke planine nazivaju Alpama.
Latinski Alpes mogao bi potjecati od praindoeuropske riječi * alb što znači "brdo" ("Albanija" je srodna izvedenica). Albanija je naziv koji nije izvorni za suvremenu državu Albaniju, već se koristio kao naziv za nekoliko planinskih područja diljem Europe.
U rimsko doba "Albania" je bio naziv za istočni Kavkaz, a u engleskim jezicima "Albania" (ili "Albany") povremeno koristio kao naziv za Škotsku, premda je vjerojatnije da potječe iz latinske riječi albus ("bijela").
U modernim jezicima izraz alp, alm, albe ili alpe odnosi se na pašnjake u alpskim regijama ispod ledenjaka, a ne na vrhove. Izraz alp se odnosi i na visoke planinske pašnjake, obično u blizini ili iznad granice drveća, gdje se goveda i druga stoka vode na ispašu tijekom ljetnih mjeseci i gdje su izgrađene kolibe i postavljeni sjenici, koji ponekad čine male zaseoke. Stoga je izraz "Alpe" kao referenca na planine pogrešan naziv. Izraz za planinske vrhove razlikuje se ovisno o naciji i jeziku, primjerice riječi kao što su Horn, Kogel, Kopf, Gipfel, Spitze, Stock i Berg koriste se u regijama njemačkog govornog područja; Mont, Pic, Tête, Pointe, Dent, Roche i Aiguille u regijama francuskog govornog područja; i Monte, Picco, Corno, Punta, Pizzo ili Cima u regijama talijanskog govornog područja.

## Geografija
Alpe su planinski sustav u središnjoj Europi u obliku polumjeseca koje se proteže zakrivljenom linijom 800 km od istoka prema zapadu i široko je 200 km. Srednja visina planinskih vrhova je 2,5 km. Lanac se proteže od Sredozemnog mora, sjeverno iznad bazena rijeke Po, kroz Francusku od Grenoblea i prema istoku kroz srednju i južnu Švicarsku. Sustav se nastavlja prema Beču i istočno do Jadranskog mora i Slovenije.
Na jugu se spušta u sjevernu Italiju, a na sjeveru se proteže do južne granice Bavarske u Njemačkoj. U područjima kao što su Chiasso u Švicarskoj i Allgäu u Bavarskoj, granica između planinskog lanca i ravničarskog područja je jasna, ali na drugim mjestima poput Ženeve razgraničenje je manje određeno.
Zemlje s najvećim teritorijem prekrivenim Alpama su Austrija (28,7 % ukupne površine), Italija (27,2 %), Francuska (21,4 %) i Švicarska (13,2 %).
Najviši dio lanca podijeljen je ledenjačkim koritom doline Rhône, od Mont Blanca do Matterhorna i Monte Rosa na južnoj strani, te Bernskim Alpama na sjevernoj. Vrhovi u istočnom dijelu lanca, u Austriji i Sloveniji, niži su od onih u središnjem i zapadnom dijelu.
Varijacije u nomenklaturi u regiji koja se proteže kroz Alpe otežavaju klasifikaciju planina i podregija, ali opća klasifikacija je ona na Istočne Alpe i Zapadne Alpe s granicom između njih u istočnoj Švicarskoj u blizini prijevoja Splügen (definicija geologa Stefana Schmida).
Najviši vrhovi Zapadnih Alpa i Istočnih Alpa jesu Mont Blanc s 4809 m i Piz Bernina s 4049 m. Drugi najviši vrhovi su redom Monte Rosa s 4634 m i Ortler s 3905 m.
Niz nižih planinskih lanaca pruža se paralelno s glavnim lancem, poput Francuskih Predalpa u Francuskoj i planina Jura u Švicarskoj i Francuskoj. Sekundarni lanac Alpa prati vododjelnicu od Sredozemnog mora do Wienerwalda prolazeći pored mnogih najviših i najpoznatijih vrhova u Alpama. Od Colle di Cadibona do Col de Tende proteže se prema zapadu prije nego što skrene na sjeverozapad, a zatim u blizini Colle della Maddalena na sjever. Na švicarskoj granici linija glavnog lanca kreće se otprilike u smjeru istok-sjeveroistok, smjer koji slijedi sve do svog kraja blizu Beča.
Sjeveroistočni kraj alpskog luka je Leopoldsberg u blizini Beča izravno na Dunavu. Nasuprot tome, jugoistočni dio Alpa završava na Jadranskom moru u području oko Trsta prema Duinu i Barcoli.

### Zapadne Alpe
Mont Blanc je s visinom od 4810 m najviši vrh u Francuskoj i drugi po veličini u Europi. Dugo je godina navođen i kao najviši vrh Europe, no tumačenjem određenja Europe kao kontinenta od Atlantskog oceana do Urala i Kavkaza, koja su u posljednje vrijeme opet postala aktualna, Elbrus mu je oduzeo taj naslov.
Najveći ledenjak Alpa je Aletsch (23 x 1,5 x 0,9 km) na švicarskoj planini Jungfrau (4270 m). Arena Sardona ili Navlaka Glarus je najveća navlaka (povratni rasjed koji nastaje skoro horizontalnim padom površinskog tla) na Alpama koja se također nalazi u istočnoj Švicarskoj. Furkapass je visokoplaninski cestovni prijevoj u Švicarskim Slpama na nadmorskoj visini od 2436 metara koji Furka tunelom (duljine 15,4 km) spaja Gletsch i Valais s Realpom u kantonu Uri. U njegovoj blizini se nalazi Ledenjak Rhône koji je izvor rijeke Rhône i jedan od glavnih dotoka Ženevskog jezera. Simplonski prijevoj je 2008 metara visok planinski prijevoj između Peninskih i Lepontinskih Alpa koji povezuje Brig u kantonu Valais s Domodossolom u talijanskoj regiji Pijemont. 
Matterhorn (Monte Cervino, Mont Cervin) je planina na granici između Švicarske i Italije (Peninske Alpe), visine 4478 metara, koji je posljednji od viših vrhova Alpa koji je osvojen.

### Istočne Alpe
Švapska Jura ili Švapske alpe  su kršno- šumovito brdsko područje u jugozapadnoj Njemačkoj, u saveznoj državi Baden-Württemberg. Dužina gorja iznosi oko 200 kilometara, širina u prosjeku približno 40 kilometara, a najviši vrh je Lemberg (1015 m). 
Hoher Dachstein je krška planina, drugi najviši vrh Sjevernih krških Alpa. Nalazi se na granici dvije austrijske savezne države, Gornja Austrija i Štajerska, u kojima je on najviši vrh (2995 m). Dijelovi njegovog masiva leže i u državi Salzburg, te ju često zovu "Planinom triju država" (njem. Drei-Länder-Berg). Najveći ledenjak u Austriji, Pasterze, leži u podnožju najvišeg austrijskog vrha, Grossglocknera (3798 m) koji je dio planinskog vijenca Hohe Tauerna. Oetztalske Alpe su planinski masiv i prirodna granica Italije i Austrije. Najviši vrh je Wildspitze (3774 m), koji je i ujedno drugi po veličini vrh u Austriji iza Grossglocknera.
Dolomiti ili Dolomitske Alpe su skupina planina u istočnim Alpama u sjeveroistočnoj Italiji; po njima je prozvan kamen dolomit.
Julijske Alpe su skupina planina u južnom dijelu Alpa, u sjeverozapadnoj Sloveniji i u sjeveroistočnoj Italiji, a ime su dobile po Gaju Juliju Cezaru. Najviši vrh Julijskih Alpa je Triglav s 2864 metara nadmorske visine, koji je ujedno i najviši vrh Slovenije.

## Prijevoji
Alpe su se tijekom povijesti mnogo puta prelazile što zbog ratnih operacija, što zbog trgovine, a prelazili su ih i hodočasnici, studenti i turisti. Putevi prijelaza cestom, vlakom ili pješice poznati su kao prijevoji, a obično ih čine kotline između planina u koje vodi dolina iz ravnica i brdovitih pretplaninskih zona.
U srednjem vijeku vjerski su redovi osnivali hospicije na početnim i završnim točkama mnogih glavnih prijelaza. Najvažniji prijevoji su Col de l'Iseran (najviši nadmorskom visinom), Col Agnel, prijevoj Brenner, Mont-Cenis, Veliki prijevoj sv. Bernarda, Col de Tende, Gotthardski prijevoj, prijevoj Semmering, prijevoj Simplon i prijevoj Stelvio.

Prelazeći talijansko-austrijsku granicu, prijevoj Brenner razdvaja Ötztalske i Zillertalske Alpe i koristi se kao trgovačka ruta od 14. stoljeća. Najniži alpski prijevoj Semmering na 985 m prelazi iz Donje Austrije u Štajersku i u kontinuiranoj je uporabi od 12. stoljeća, kada je ondje izgrađen hospicij. Sredinom 19. stoljeća duž trase prijevoja je sagrađena pruga s tunelom dugačkim 1,6 km. Veliki prijevoj sv. Bernard s visinom od 2469 m jedan je od najviših u Alpama i prelazi talijansko-švicarsku granicu istočno od Penninskih Alpa duž obronaka Mont Blanca. Prolaz je koristio Napoleon Bonaparte 1800. godine za prelazak svoje vojske od 40 000 vojnika.
Prijevoj Mont Cenis bio je glavna prometnica za trgovinu i prijevoz vojnih postrojbi između Zapadne Europe i Italije. Ovaj su prijevoj tijekom povijesti prešle mnoge postrojbe na putu prema Apeninskom poluotoku, od Konstantina I., Pipina Malog i Karla Velikog do Henrika IV. Napoleona i u 20. stoljeću njemačkih Gebirgsjägera tijekom Drugog svjetskog rata. Danas se prijevoj malo koristi. Glavna je prometna komunikacija postala tunel autoceste Fréjus (otvoren 1980.) i željeznički tunel (otvoren 1871.).
Prijevoj Saint Gotthard prelazi iz središnje Švicarske u Ticino. Godine 1882. otvoren je 15 km dugačak željeznički tunel Saint Gotthard koji povezuje Luzern u Švicarskoj s Milanom u Italiji. Otprilike 98 godina kasnije izgrađen je cestovni tunel Gotthard (16,9 km dužine) koji povezuje autocestu A2 u Göschenenu na sjevernoj strani s Airolom na južnoj strani, identično kao i željeznički tunel.
Dana 1. lipnja 2016. otvoren je najduži željeznički tunel na svijetu Gotardski bazni tunel koji povezuje Erstfeld u kantonu Uri s Bodioom u kantonu Ticino s dvije pojedinačne cijevi dužine 57,1 km. Od 11. prosinca 2016. dio je redovitog voznog reda željeznice i njime redovito prolaze vlakovi svakih sat vremena kao prometna komunikacija između Basela/Luzerna/Züricha i Bellinzone/Lugana/Milana.
Najviši prijevoj u Alpama je Col de l'Iseran u Savoji (Francuska) na 2770 m, a slijedi ga prijevoj Stelvio u sjevernoj Italiji na 2756 m. Ovim prijevojem prolazi cesta izgrađena 1820-ih.

## Najviši vrhovi
Union Internationale des Associations d'Alpinisme (UIAA) sastavio je popis od 82 "službena" alpska vrha koji dosežu najmanje 4000 m. Popis ne uključuje samo planine, već i podvrhove s drukčijom relativnom visinom koji se smatraju važnim planinarskim ciljevima. U popisu niže navedeno 29 najznačajnijih "četiritisućnjaka".
Alpinisti su se prvi put popeli na vrh Mont Blanca već 1786., a na Jungfrau 1811., ali većina alpskih četiritisućnjaka osvojena je tijekom druge polovice 19. stoljeća, posebice Piz Bernina (1850.), Dom (1858.), Grand Combin (1859.), Weisshorn (1861.) i Barre des Écrins (1864.). Uspon na Matterhorn 1865. označio je kraj zlatnog doba alpinizma. Karl Blodig (1859. – 1956.) bio je među prvima koji se uspješno popeo na sve glavne vrhove više od 4000 m, a svoj niz uspona završio je 1911. Mnogi veliki alpski tritisućnjaci osvojeni su početkom 19. stoljeća, posebice Grossglockner (1800.) i Ortler (1804.), no neki od njih osvojeni tek mnogo kasnije poput Mont Pelvouxa (1848.), Monte Visa ( 1861) i La Meije (1877).
Godine 1788. prva se žena popela na vrh Mont Blanca. Do sredine 1850-ih švicarski su se planinari popeli na većinu vrhova i bili su jako traženi kao planinski vodiči. Edward Whymper dosegao je vrh Matterhorna 1865. (nakon sedam pokušaja), a 1938. prvim usponom na Eiger Nordwand (sjeverna strana Eigera) popeo se na posljednju od šest velikih sjevernih stijena Alpa.
29 alpskih četiritisućnjaka s najmanje 300 metara topografske relativne visine.
| Ime            | Visina | Ime              | Visina | Ime                | Visina |
| -------------- | ------ | ---------------- | ------ | ------------------ | ------ |
| Mont Blanc     | 4810 m | Grandes Jorasses | 4208 m | Barre des Écrins   | 4102 m |
| Monte Rosa     | 4634 m | Alphubel         | 4206 m | Schreckhorn        | 4078 m |
| Dom            | 4545 m | Rimpfischhorn    | 4199 m | Ober Gabelhorn     | 4063 m |
| Lyskamm        | 4533 m | Aletschhorn      | 4193 m | Gran Paradiso      | 4061 m |
| Weisshorn      | 4506 m | Strahlhorn       | 4190 m | Piz Bernina        | 4049 m |
| Matterhorn     | 4478 m | Dent d'Hérens    | 4174 m | Gross Fiescherhorn | 4049 m |
| Dent Blanche   | 4357 m | Breithorn        | 4164 m | Gross Grünhorn     | 4047 m |
| Grand Kombinat | 4314 m | Jungfrau         | 4158 m | Weissmies          | 4017 m |
| Finsteraarhorn | 4274 m | Aiguille Verte   | 4122 m | Lagginhorn         | 4010 m |
| Zinalrothorn   | 4221 m | Mönch            | 4107 m |                    |        |

## Geologija i orogeneza
Početak geološkog proučavanja stjenovitih struktura Alpa započela je u 18. stoljeću što je dovelo do značajnih geoloških otkrića i uspostavljanja novih znanstvenih modela. Sredinom 19. stoljeća, sada već nepostojeća teorija geosinklinala korištena je za objašnjenje prisutnosti "naboranih" planinskih lanaca, ali već sredinom 20. stoljeća prihvaćena je teorija o tektonici ploča.
Formiranje Alpa (alpska orogeneza) bio je epizodni proces koji je započeo prije 300 milijuna godina. U paleozoiku je superkontinent Pangea činila jedna tektonska ploča, koja se fragmentirala u zasebne ploče tijekom mezozoika, a tijekom jurskog razdoblja između Laurazije i Gondvane formiralo se more Tetis. Tetis je kasnije bilo stisnuto između ploča koje su se sudarale uzrokujući formiranje planinskih lanaca nazvanih Alpski pojas koje su se protezale od Gibraltara preko Himalaja do Indonezije, što je proces koji je započeo krajem mezozoika i nastavlja se i dan danas. Formiranje Alpa bilo je dio ovog šireg orogenog procesa uzrokovanog sudarom između afričke i euroazijske ploče koji je započeo u kasnom razdoblju krede.
Pod ekstremnim tlačnim naprezanjima i pritiskom, morske sedimentne stijene uzdignute su u vis stvarajući karakteristične ležeće nabore i navlake. Pošto su vrhovi bili podvrgnuti eroziji, sloj sedimenata morskog fliša taložio se u bazenu prednjeg dijela, a kako je orogeneza napredovala sedimenti su postali dijelom mlađih pokrova (nabora). Grubi sedimenti od kontinuiranog procesa izdizanja i erozije kasnije su taloženi u prednjim područjima sjeverno od Alpa u regijama Švicarske i Bavarske.
Alpska orogeneza zbivala se u kontinuiranim ciklusima sve do paleogena uzrokujući razlike u strukturama pokrova, a kasna faza orogeneze formirala je Jursko gorje. Niz tektonskih događaja u razdobljima trijasa, jure i krede prostorno je odredio različite paleogeografske regije. Ovisno o litologiji (sastavu stijena) i pokrovnim strukturama prema orogenim događajima koji su na njih utjecali, Alpe su podijeljene na Zapadne, Istočne Alpe i Južne Alpe: Helveticum na sjeveru, Penninicum i Austroalpski sustav u središtu i Južnoalpski sustav južno od Periadriatskog šava.
Prema geologu Stefanu Schmidu,pošto su zapadne Alpe prošle kroz metamorfni događaj u kenozoičkoj eri, a austroalpski vrhovi prošli su kroz taj događaj u razdoblju krede, ta dva područja pokazuju jasne razlike u formiranju navlake. Naslage fliša u južnim Alpama Lombardije vjerojatno su se pojavile u kredi ili kasnije.
Vrhovi u Francuskoj, Italiji i Švicarskoj leže u "zoni Houillière", koja se sastoji od sloja s mezozojskim sedimentima. Visoki "masivi" s vanjskim sedimentnim pokrovom češći su u zapadnim Alpama i bili su pod utjecajem potiskivanja iz neogenog razdoblja, dok istočne Alpe imaju relativno malo masiva s visokim vrhovima. Slično tome, vrhovi u istočnoj Švicarskoj koji se protežu do zapadne Austrije sastoje se od tankoslojnih sedimentnih nabora koji su se odvojili od nekadašnje temeljne stijene.
Jednostavno rečeno, strukturu Alpa čine slojevi stijena europskog, afričkog i oceanskog (tetijskog) podrijetla. Struktura donjeg pokrova kontinentalno je europskog podrijetla, iznad kojeg su smješteni pokrovi morskog sedimenta na čijem se vrhu nalazi pokrov koji potječe iz Afričke ploče. Matterhorn je primjer stalne orogeneze i dokaz je velikog nabiranja. Vrh planine sastoji se od gnajsa s Afričke ploče, a podnožje vrha, ispod glaciranog područja, sastoji se od europske temeljne stijene. Niz tetijskih morskih sedimenata i njihova oceanska podloga stisnut je između stijena koje potječu iz afričke i europske ploče.
Središnje regije alpskog orogenog pojasa su naborane i izlomljene na takav način da je erozija stvorila karakteristične strme okomite vrhove švicarskih Alpa koji se naizgled uzdižu ravno iz prednjih područja. Vrhovi kao što su Mont Blanc, Matterhorn i visoki vrhovi u Peninskim Alpama, Briançonnais i Hohe Tauern sastoje se od slojeva stijena iz različitih orogeneza uključujući izložene temeljne stijene.
Zbog stalno prisutne geološke nestabilnosti, potresi u Alpama traju i danas. Najsnažnijii potresi u Alpama imali su magnitudu između 6 i 7 po Richteru. Geodetska mjerenja pokazuju kontinuirano topografsko izdizanje po stopama do oko 2,5 mm godišnje u sjevernim, zapadnim i središnjim Alpama i ~1 mm godišnje u istočnim i jugozapadnim Alpama. Temeljni mehanizmi koji pokreću današnji obrazac izdizanja su izostatičko odbijanje zbog otapanja zadnje ledene kape ili dugotrajne erozije, odvajanje zapadnoalpske subdukcijske ploče, konvekcija plašta, te horizontalna konvergencija između Afrike i Europe, ali njihov relativni doprinos uzdizanju Alpa teško je kvantificirati i vjerojatno će se značajno mijenjati ovisno od područja i vremena.

## Minerali
Alpe su tisućama godina bile mjestom iskapanja različitih minerala. Od 8. do 6. stoljeća pr. Kr. za vrijeme halštatske kulture, keltska su plemena u Alpama iskapala bakar, a kasnije su Rimljani u području Bad Gasteina iskapali zlato za kovanje novca. U području Erzberga u Štajerskoj vadila se visokokvalitetna željezna rudača za industriju čelika. Kristali poput cinobarita, ametista i kvarca nalaze se u većem dijelu alpskog područja. Ležišta cinobarita u Sloveniji značajan su izvor pigmenata koji se iz njega proizvodi.
Alpski su se kristali proučavali i skupljali stotinama godina, a počeli su se klasificirati u 18. stoljeću. Leonhard Euler proučavao je oblike kristala, a do 19. stoljeća lov na kristale bio je uobičajen u svim alpskim regijama. David Friedrich Wiser prikupio je zbirku od 8000 kristala koje je pomno proučavao i dokumentirao. U 20. stoljeću Robert Parker napisao je poznato znanstveno djelo o kamenim kristalima švicarskih Alpa, a u istom razdoblju osnovana je komisija za kontrolu i standardizaciju naziva alpskih minerala.

## Ledenjaci
U miocenskoj epohi planine su bile podvrgnute ozbiljnoj eroziji zbog procesa glacijacije, što je sredinom 19. stoljeća primijetio prirodoslovac Louis Agassiz koji je predstavio svoj rad u kojem je objavio da su Alpe bile prekrivene ledom u različitim geološkim intervalima. Svoju je teoriju formulirao proučavajući stijene u blizini njegova doma u Neuchâtelu za koje je vjerovao da potječu iz Bernskoga gorja zapadno od mjesta pronalaska. Zbog svoga rada postao je poznat kao "otac ideje o ledenome dobu", iako su drugi prirodoslovci prije njega iznijeli slične ideje.
Agassiz je proučavao kretanje ledenjaka 1840-ih na ledenjaku Unteraar gdje je otkrio da se ledenjak pomicao oko 100 m godišnje i to brže u sredini nego na rubovima. Njegov rad nastavili su drugi znanstvenici i sada postoji stalni laboratorij unutar ledenjaka ispod Jungfraujocha posvećen isključivo proučavanju alpskih ledenjaka.
Tijekom svog kretanja, leedenjaci odvuku sa sobom kamenje i ostali sediment, što uzrokuje eroziju i i postupno formiranje dolina. Dolina Inn sa svojom tipičnom terasastom strukturom uzrokovanom erozijom, primjer je doline koju su izdubili ledenjaci tijekom ledenih doba. Na dnu doline leže erodirane stijene iz najnovijeg ledenog doba, a vrh doline sastoji se od materijala erozije iz ranijih ledenih doba. Ledenjačke doline imaju karakteristično strme padine (reljefe). Doline s nižim padinama prekrivenih oblucima ostaci su ledenjačkih korita ili prethodno ispunjenih dolina. Morene, razdrobljene stijene pokupljene tijekom kretanja ledenjaka, nakupljaju se na rubovima, u središtu i na kraju ledenjaka.
Alpski ledenjaci mogu biti ravni tokovi leda ili dugi tokivi koji se prostiru u obliku lepeze (pijemontski ledenjaci) ili pak ledene zavjese koje vise s okomitih padina planinskih vrhova. Stres kretanja uzrokuje da se led lomi i glasno puca, što možda objašnjava zašto se u srednjem vijeku vjerovalo da su planine dom zmajeva. Pucanje stvara nepredvidive i opasne pukotine, često nevidljive pod novim snježnim padalinama koje predstavljaju najveću opasnost za planinare.
Ledenjaci završavaju u ledenim špiljama (glečer Rhône) ili utjeću u jezero ili rijeku ili se jednostavno otopljeni ledeni materijal izlije u ravnicu. Ponekad će se dio ledenjaka može odvojiti ili slomiti te izazvati opasne lavine.
Visoke razine u količini oborina uzrokuju da se ledenjaci spuste do razine permafrosta u nekim područjima, dok u drugim sušnijim regijama ledenjaci ostaju iznad 3500 m nadmorske visine. Od izvornih 1817 km² područja Alpa koji su bili prekriveni ledenjacima 1876., ta se površina postupno smanjila na 1342 km 1973., što je imalo za posljedicu smanjeni obujam vode u rijekama. Od 1850. godine do danas nestalo je oko 40 % površine austrijskih ledenjaka ii 30 % površine ledenjaka u Švicarskoj.
Premda topografija Alpa pokazuje izraženu glacijalnu morfologiju, mehanizmi kojima se događa glacijalno preoblikovanje nisu jasni. Računalne simulacije pokazuju da se glacijalna erozija širi od manjih prema većim visinama.

## Rijeke i jezera
Alpske rijeke opskrbljuju nizinsku Europu pitkom vodom, služe za navodnjavanje i izvor su hidroelektrične energije. Premda ovo područje čini samo 11 % površine europskog kontinenta, Alpe osiguravaju do 90 % vode nizinskoj Europi, posebice u sušnim područjima i tijekom ljetnih mjeseci. Gradovi poput Milana uvelike ovise o dotoku pitke vode iz alpskog otjecanja, naime 80 % pitke vode grad dobiva iz Alpa. Voda iz rijeka koristi se u najmanje 550 hidroelektrana, računajući samo one veće koje proizvode najmanje 10 MW električne energije.
Glavne europske rijeke koje teku iz Alpa jesu Rajna, Rona, Inn i Po, a sve imaju izvor u Alpama i teku u susjedne zemlje ulijevajući se u konačnici u Sjeverno more, Sredozemno more, Jadransko more i Crno more. Druge rijeke poput Dunava imaju velike pritoke koji izviru u Alpama.
Rijeka Rhône je drugi izvor slatke vode po volumenu koji se slijeva u Sredozemno more nakon Nila, a formira se kao ledenjačka otopljena voda, potom utječe u Ženevsko jezero, a odatle u Francusku gdje se izmešu ostalog koristi za hlađenje nuklearnih elektrana. Rajna izvire u Švicarskoj na području od oko 30 km² i predstavlja gotovo 60 % vode koja otjeće iz zemlje. Složene doline pritoka Rajne usmjeravaju vodu u glavne doline gdje može doći do poplava tijekom sezone otapanja snijega kada brzo otjecanje vode iz nabujale rijeke uzrokuje jake bujice.
Mnoge alpske rijeke tvore jezera poput Ženevskoga jezera u obliku polumjeseca koje se proteže preko švicarske granice s Lausannom na švicarskoj strani i gradom Evian-les-Bains na francuskoj. U Njemačkoj je srednjovjekovna kapela sv. Bartolomeja sagrađena na južnoj strani Königsseea do koje se može doći samo brodom ili penjanjem preko vrhova koji se uzdižu iza nje.
Slijevanje vode iz Alpa dovelo je do formiranja velikih jezera u Italiji. Primjerice u talijanskim Alpama izvire rijeka Sarca koja je primarni je priljev jezera Garda. Talijanska jezera su zbog svoje blage klime popularna turistička destinacija još od vremena Antičkog Rima.
Znanstvenici su proučavali utjecaj klimatskih promjena na korištenje vode u alpskom području. Jedan od neočekivanih posljedica jet preusmjeravanje sve većih količina vode iz alpskih rijeka na izradu umjetnog snijega u skijalištima kako bi se produljila zimska turistička sezona, učinak čega još nije poznat. Povrh toga, smanjenje ledenjačkih područja u kombinaciji s nizom zima s nižom količinom padalina od očekivane može negativno utjecati na rijeke u Alpama i na dostupnost vode u okolnim nizinama.

## Lavine
Niže je popis najsmrtonosnijih lavina na području Alpa:
- Lavina na francusko-talijanskoj granici: u 17. stoljeću oko 2500 ljudi poginulo je u lavini na francusko-talijanskoj granici.
- Lavina u Zermattu iz 19. stoljeća: u 19. stoljeću lavina je uništila 120 domova u selu u blizini Zermatta.[92]
- 13. prosinca 1916. lavina na planini Marmolada
- 1950. – 1951. lavine u "zimi terora"
- 10. veljače 1970. lavina u Val d'Isèreu
- 9. veljače 1999. lavina u Montrocu
- 21. veljače 1999. lavina u Evolèneu
- 23. veljače 1999., lavina Galtür – najsmrtonosnija lavina u Alpama u posljednjih 40 godina.
- Srpanj 2014. lavina na Mont Blancu
- 13. siječnja 2016. lavina u Les-Deux-Alpes
- 18. siječnja 2016. lavina kod Valfréjusa
- 3. srpnja 2022. Kolaps ledenjaka na Marmoladi

## Klima
Područje Alpa je primjer pojava koje se dešavaju kada umjereno područje na nižoj nadmorskoj visini ustupi mjesto terenu na višim nadmorskim visinama. Hladna klima slična onoj u polarnim područjima koja vlad na planinskim vrhovima diljem svijeta naziva se planinskom ili alpskom klimom. Porastom visine od razine mora prema gornjim dijelovima atmosfere temperatura se spušta (vidi adijabatsku brzinu odstupanja) Planinski lanci usmjeruju vjetrove koji pušu u nižim područjima u gornje dijelove gorja. Topao zrak iz nizina tamo povećava svoj obujam i razmjerno gubi toplinu, a to je smanjenje temperature često popraćeno padalinama u obliku snijega ili kiše. Visina Alpa dovoljna je da klimatski podijeli Europu na vlažni sjever i suhi jug jer se vlaga usisava iz zraka dok teče preko visokih vrhova.
Ekstremne vremenske pojave u Alpama proučavaju se od 18. stoljeća, posebice vremenski obrasci kao što je sezonski vjetar Foehn. Početkom 20. stoljeća u planinama su postavljene brojne meteorološke stanice koje su klimatolozima davale neprekinuti niz podataka. Neke su doline prilično suhe, poput doline Aoste u Italiji, Maurienne u Francuskoj, Valaisa u Švicarskoj i sjevernog Tirola.
Područja koja nisu sušna i koja primaju mnogo oborina doživljavaju povremene poplave zbog brzog topljenja snijega i otjecanja vode. Prosječna količina padalina u Alpama kreće se od niskih 2600 mm godišnje na 3000 mm godišnje, pri čemu se više razine javljaju na velikim nadmorskim visinama. Na visinama od 1000 do 3000 m, snježne padaline počinju u studenom i nakupljaju se do travnja ili svibnja kada počinje topljenje. Snježna granica varira od 2400 to 3000 m iznad kojih je snijeg stalan, a temperature se kreću oko točke smrzavanja čak i tijekom srpnja i kolovoza. Visoka razina vode u potocima i rijekama doseže vrhunac u lipnju i srpnju kada se snijeg još topi na višim nadmorskim visinama.
Alpe su podijeljene u pet klimatskih zona, svaka s različitom vegetacijom. Klima, biljni i životinjski svijet razlikuju se u različitim dijelovima ili planinskim zonama. Najniža zona je brdska zona između 500 and 1000 m, ovisno o lokaciji. Planinska zona proteže se od 800 to 1700 m, nakon čega slijedi podalpska zona od 1600 to 2400 m. Alpsku zonu, koja se proteže od granice drveća do snježne granice, prati glacijalna zona, koja prekriva ledenjačka područja planine. Klimatski uvjeti pokazuju varijacije unutar istih zona, primjerice, vremenski uvjeti na vrhu planinske doline koji se protežu izravno od vrhova hladniji su i oštriji od onih na ušću doline koji su obično manje surovi i gdje pada manje snijega.
Različiti računalni modeli omogućuju određena predviđanja klimatskih promjena za svo područje Alpa do 22. stoljeća. Očekivanja su da će trend povećanja temperatura imati učinak na snježne oborine, snježni pokrivač, glacijaciju i otjecanje rijeka, a značajne promjene prirodnog i antropogenog podrijetla već su dijagnosticirane iz promatranja na terenu.

## Živi svijet

### Biljni svijet
U alpskome području identificirano je trinaest tisuća vrsta biljaka, koje su grupirane prema staništu i vrsti tla koje može biti vapnenačko ili nevapnenačko. Staništa su raznovrsna, od livada, močvara i šuma (listopadnih i crnogoričnih) do površina bez tla prekrivenim oblucima, morena, te stijena i grebena. Prirodna granica vegetacije s nadmorskom visinom određena je prisutnošću glavnog listopadnog drveća: hrasta, bukve, jasena i javora. Oni ne dosežu svugdje istu visinu, niti ih se često nalazi kako rastu zajedno, ali njihova gornja granica dovoljno točno odgovara promjeni iz umjerene u hladniju klimu što dodatno dokazuje promjena u prisutnosti divlje zeljaste vegetacije. Ova granica obično iznosi oko 1200 m nadmorske visine na sjevernoj strani Alpa, no na južnim obroncima često se penje do 1500 m, ponekad čak i do 1700 m.
Iznad područja šuma često se nalazi pojas niskog planinskog bora (Pinus mugo), a na višim područjima dominira patuljasto grmlje alpske ruže (Rhododendron ferrugineum) na kiselim tlima ili dlakavog sleča (Rhododendron hirsutum) na alkalnim tlima. Premda alpska ruža preferira kiselo tlo, rasprostranjena je na cijelom području Alpa. Iznad granice drveća proteže područje definirano kao "alpsko", gdje se na alpskim livadama nalaze biljke koje su se dobro prilagodile surovim uvjetima niskih temperatura, suše i velikih nadmorskih visina. Alpsko područje jako varira zbog regionalnih fluktuacija granice drveća.
Alpske biljke kao što je zaštićena vrsta kohova sirištara (Gentiana acaulis) rastu na područjima livada iznad Lauterbrunnentala. Sirištarke (Gentianaceae) dobile su ime po ilirskom kralju Genciju, a u Alpama na nadmorskoj visini 1500 do 2400 m raste 40 vrsta tog ranoproljetnog cvijeta. Imaju tendenciju postupnog "pojavljivanja" tijekom proljetnog cvjetanja od nižih nadmorskih visina gdje se snijeg prije otapa prema livadama na višim nadmorskim visinama gdje se snijeg topi mnogo kasnije nego u dolinama. Na najvišim kamenjarima cvjetanje proljetnog cvijeća počinje ljeti.
Na višim nadmorskim visinama biljke imaju tendenciju formiranja izoliranih jastučastih nakupina. U Alpama je zabilježeno više od 4000 vrsta cvjetnica, uključujući Ranunculus glacialis, Androsace alpina i Saxifraga biflora. Eritrichium nanum, obično poznat kao Kralj Alpa, najneuhvatljivije je alpsko cvijeće i raste na stjenovitim grebenima na 2600 to 3750 m. Možda najpoznatija od alpskih biljaka je runolist koji raste u stjenovitim područjima i može se pronaći na nadmorskoj visini od 1200 m sve do 3400 m. Biljke koje rastu na najvećim nadmorskim visinama prilagodile su se ekstremnim uvjetima rastom u kamenitim siparima koji ih štite od vjetrova.
Ekstremni i stresni klimatski uvjeti omogučile su rast biljnih vrsta koji sadrže sekundarne metabolite važne u medicini. Neke su od korisnijih ljekovitih vrsta koje rastu u Alpama jesu Origanum vulgare, Prunella vulgaris, Solanum nigrum i Urtica dioica.
Ljudska eksploatacija šuma gotovo je istrijebilo drveće u mnogim područjima, a, osim bukovih šuma u austrijskim Alpama, šume listopadnog drveća rijetko se mogu naći nakon ekstremne deforestacije između 17. i 19. stoljeća. Vegetacija se promijenila od druge polovice 20. stoljeća, jer se visoke alpske livade prestaju žeti za sijeno ili koristiti za ispašu, što bi ubuduće moglo rezultirati ponovnim rastom šume. U nekim je područjima moderna praksa izgradnje skijaških staza mehaničkim sredstvima uništila temeljnu tundru od koje se biljni svijet ne može oporaviti tijekom mjeseci kada se ne skija, dok područja koja još uvijek prakticiraju prirodnu vrstu skijaških staza čuvaju krhke podloge.

### Fauna
Alpe su stanište za 30 000 vrsta divljih životinja, od najmanjih snježnih buha do smeđih medvjeda, od kojih su se mnoge prilagodile oštrim hladnim uvjetima i velikim nadmorskim visinama do te mjere da neke prežive samo u specifičnim mikroklimama ili neposredno iznad ili ispod snježne granice.
Veliki sisavci koji žive na najvećim nadmorskim visinama su alpski kozorozi, koji su viđeni čak do 3000 m. Kozorozi žive u špiljama i spuštaju se kako bi jeli sočne alpske trave. Klasificirani kao antilope, divokoze su manje od kozoroga i nalaze se diljem Alpa, žive iznad granice drveća i uobičajene su u cijelom alpskom području. Područja istočnih Alpa još uvijek su domom smeđim medvjedima. U Švicarskoj je kanton Bern dobio ime po medvjedima, no posljednji je medvjed prema postojećim dokumentima ustrijeljen 1792. iznad Kleine Scheidegga.
Mnogi glodavci poput voluharica žive pod zemljom. Svisci žive gotovo isključivo iznad granice drveća na visini od čak 2700 m. Hiberniraju u velikim skupinama kako bi osigurali zadržavanje topline i mogu se naći u svim područjima Alpa u velikim kolonijama koje grade ispod alpskih pašnjaka. Suri orao i kostoberina najveće su ptice koje se mogu naći u Alpama. Gnijezde se visoko na stjenovitim izbočinama i mogu se naći na nadmorskoj visini od 2400 m. Najčešća ptica je žutokljuna galica koji se često hrani organskim otpadom u blizini alpskih turističkih odredišta na velikim nadmorskim visinama.
Gmazovi poput ljutica žive do snježne granice pošto ne mogu podnijeti niske temperature. Stoga hiberniraju pod zemljom i ljeti upijaju toplinu na stjenovitim izbočinama. Crni daždevnjaci na velikim nadmorskim visinama prilagodili su se životu iznad snježne granice rađajući potpuno razvijene mlade umjesto da polažu jaja. Potočna pastrva može se naći u potocima do snježne granice. Mekušci poput puževa žive do snježne granice, Premda su se nekad sakupljali i konzumirali kao hrana, puževi su sada zaštićeni.
U Alpama živi nekoliko vrsta moljaca od kojih se vjeruje da su se neke razvile u istom staništu prije 120 milijuna godina, mnogo prije nego što su stvorene Alpe. Leptiri plavci obično se mogu vidjeti kako piju iz otopljenog snijega, a neke vrste plavaca žive i do 1800 m. Leptiri su obično veliki, poput onih iz obitelji lastin rep Parnassius čije se stanište proteže do 1800 m. Dvanaest vrsta kornjaša imaju svoje stanište do snježne granice, najljepši od kojih je zaštićena vrsta Rosalia alpinai, nekoć sakupljana zbog svojih boja. Pauci, poput velikog vučjeg pauka, žive i do 400 m iznad snježne granice. Štipavci su prisutni u talijanskim Alpama.
Dokayano je da su neke vrste kukaca bile autohtone na tom području još od alpske orogeneze. U Emossonu u Valaisu u Švicarskoj 1970-ih pronađeni su tragovi dinosaura, koji vjerojatno datiraju iz razdoblja trijasa.

## Povijest

### Prapovijest do kršćanstva
Nakon würmske glacijacije prije otprilike 10 000 godina kasnopaleolitske zajednice nastanile su se duž obala alpskih jezera i u špiljama. Dokazi o ljudskom obitavanju pronađeni su u špiljama blizu Vercorsa u blizini Grenoblea i Echirollesa u Austriji, a paleolitska kultura Mondsee je u močvarnim područjima gradila nastambe na drvenim stupovima (sojenice). U alpskim područjima Francuske i Italije pronađeno je uspravno kamenje.  U dolini Valcamonica pronađeno je više od 200 000 crteža i figura urezano u stijene (petroglifa) starih više od 5000 godina.
Godine 1991. planinari su na ledenjaku Similaun pronašli mumificirano tijelo iz razdoblja neolitika, danas poznatu kao Ötzi ili ledeni čovjek. Njegova odjeća i oprema upućuju na to da je živio u alpskoj poljoprivrednoj zajednici, a mjesto pronalaska i način njegove smrti (vrh strijele zaboden je u njegovom ramenu) sugerira da je putovao s jednog mjesta na drugo. Analiza Ötzijevog mitohondrijskog DNK otkrila je da pripada podkladi K1.
Keltska plemena nastanila su se u Švicarskoj između 1500. i 1000. pr. Kr. Reti su živjeli u istočnim regijama, dok su zapad zauzeli Helvećani, a Alobrožani se nastanili u dolini Rhône i u Savoji. Liguri i jadranski Veneti živjeli su u sjeverozapadnoj Italiji odnosno Trivenetu. Među mnogim mineralima koje su keltska plemena iskopavala bila je i kamena sol, posebice u području Salzburga gdje je upravitelj rudnika u 19. stoljeću pronašao dokaze Hallstattske kulture. Do 6. stoljeća prije Krista latenska kultura dobro se razvila u čitavoj regiji i postala je poznata po visokokvalitetnom ukrašenom oružju i nakitu. Kelti su bili najrasprostranjenije planinsko pleme. Njihovi su ratnici bili snažni, visoki i svijetle puti, vješti u rukovanju željeznim oružjem, što im je davalo prednost u ratovanju.
Tijekom Drugog punskog rata 218. pr. Kr., kartaški je general Hanibal prešao Alpe s vojskom koja je brojala 38 000 pješaka, 8 000 konjanika i 37 bojnih slonova. Premda nema materijalnih dokaza o stvarnom prijelazu ili mjestu prelaska, ovaj se pothvat smatra jednim od najslavnijih postignuća jedne vojne sile u drevnom ratovanju. Rimljani su međutim izgradili niz cesta kroz planinske prijevoje, koje su se nastavile koristiti kroz čitavo srednjovjekovno razdoblje, a rimske cestovne oznake još se uvijek mogu pronaći na istim prijevojima.
Tijekom Galskih ratova 58. pr. Kr. Julije Cezar je svladao Helvećane. Reti su nastavili pružati otpor, ali su na kraju pobijeđeni kada su se Rimljani okrenuli prema sjeveru prema dolini Dunava u Austriji i porazili Brigante. Rimljani su izgradili niz naselja u Alpama. U gradovima kao što su Aosta (nazvana po Augustu) u Italiji, Martigny i Lausanne u Švicarskoj i Partenkirchen u Bavarskoj pronađeni su arheološki nalazi rimskih kupki, vila i hramova. Veći dio alpskog područja su od 6. do 13. stoljeća postupno naselila germanska plemena (Langobardi, Alemani, Bavarci i Franci) miješajući se s lokalnim keltskim plemenima.

### Od kršćanstva do Napoleonskih ratova
Kršćanstvo su u regiji uspostavili Rimljani kada su osnovane prve crkve na visokim nadmorskim visinama. Franačko širenje Karolinškog Carstva i bavarsko širenje u istočnim Alpama uveli su na tom području feudalizam, te je započela izgradnja dvoraca za obranu sve većem broju kneževina i kraljevina. U kuli dvorca Castello del Buonconsiglio u Trentu, još uvijek isu sačuvane freske i drugi izvrsni primjeri gotičke umjetnosti. Château de Chillon u Švicarskoj odlično je sačuvani primjer srednjovjekovne arhitekture. Postoji nekoliko važnih alpskih svetaca, a jedan od njih je Sveti Mauricije po kojemu je grad St. Moritz dobio ime.
Veći dio srednjovjekovnog razdoblja bilo je vrijeme borbi za moć između konkurentskih dinastija kao što su kuća Savoja i Visconti u sjevernoj Italiji i kuća Habsburg u Austriji i Sloveniji. Godine 1291., da bi se zaštitili od upada Habsburgovaca, četiri kantona u središtu Švicarske sastavila su povelju koja se smatra deklaracijom o neovisnosti od susjednih kraljevstava. Nakon niza bitaka koje su se vodile u 13., 14. i 15. stoljeću, više kantona pridružilo se konfederaciji i do 16. stoljeća Švicarska se uspostavila kao zasebna država.
Tijekom Napoleonovih ratova u kasnom 18. i ranom 19. stoljeću, Napoleon je anektirao teritorije koje su prije kontrolirali Habsburgovci i Savojci. Godine 1798. utemeljio je Helvetsku Republiku u Švicarskoj, a dvije godine kasnije poveo je vojsku preko prijevoja svetog Bernarda i osvojio gotovo sva alpska područja.
Nakon pada Napoléona, mnoge su alpske zemlje razvile snažni sustav utvrda kako bi spriječile nove invazije. Kraljevska kuća Savoja izgradila je niz utvrda u dolini Maurienne kako bi zaštitila glavne alpske prolaze, kao što je col du Mont-Cenis koji su svojevremeno prešli Karlo Veliki i njegov otac kako bi porazili Langobarde. Barrière de l'Esseillon je niz utvrda naoružan teškim topovskim baterijama izgrađenih na litici sa savršenim pogledom na dolinu, klanac s jedne strane i strme planine s druge strane.
U 19. stoljeću samostani sagrađeni u visokim Alpama tijekom srednjeg vijeka kao sklonište putnicima i kao mjesta hodočašća postali su turistička odredišta. Benediktinci su sagradili samostane u Lucernu i Oberammergau, cisterciti u Tirolu i na Bodenskom jezeru, a augustinci su imali opatije u Savoji i jednu u središtu Interlakena u Švicarskoj. Veliki hospicij sv. Bernarda izgrađen je u 9. ili 10. stoljeću na vrhu Velikog prolaza svetog Bernarda i od svog početka je bilo sklonište za putnike i mjesto za hodočasnike. U 19. stoljeću postao je turističkom atrakcijom, posjetili su ga i pisac Charles Dickens i planinar Edward Whymper.

### Istraživanja
U spilji Drachloch (hrv.: "Zmajeva rupa") iznad sela Vattis u kantonu St. Gallen pronađen je pougljenjeni organski materijal radiokarbonski datiran na otprilike 50 000 godina, što dokazuje da su visoke vrhove posjećivali prapovijesni ljudi. Sedam medvjeđih lubanja pronađenih u spilji vjerojatno su zakopali isti pretpovijesni ljudi. Planinski se vrhovi uglavnom nisu posjećivali i smatrali su se zastrašujućim prebivalištem zmajeva i demona, do te mjere da su ljudi povezivali oči kako bi prešli alpske prijevoje.
Francuski kralj Karlo VII. naredio je svom komorniku da se popne na Mont Aiguille 1356. godine. Vitez je stigao do vrha Rocciamelone gdje je ostavio brončani triptih ukrašen s tri križa, pothvat koji je izveo koristeći ljestve za prelaženje leda. Godine 1492. Antoine de Ville popeo se na Mont Aiguille, no nije stigao do vrha, a iskustvo je opisao kao "užasavajuće i zastrašujuće". Leonardo da Vinci bio je fasciniran varijacijama svjetla na višim nadmorskim visinama i poznato je da se popeo na jedan planinski vrh, ali znanstvenici nisu sigurni na koji. Neki povjesničari vjeruju da je to možda bila Monte Rosa. Iz njegovog opisa neba "plavog poput encijana" smatra se da je dosegao vrlo veliku visinu. U 18. stoljeću četiri čovjeka iz Chamonixa zamalo su dosegla vrh Mont Blanca, ali su ih svladali visinska bolest i snježno sljepilo.
Conrad Gessner bio je prvi prirodoslovac koji se u 16. stoljeću penjao na planine s svrhom da ih proučava, pišući da je u planinama pronašao "kazalište Gospodnje". Do 19. stoljeća počelo je pristizati sve više prirodoslovaca koji su istraživali, proučavali i osvajali visoke vrhove. Dva čovjeka koji su prvi istražili područja leda i snijega bili su Horace-Bénédict de Saussure (1740. – 1799.) u Peninskim Alpama, i benediktinski redovnik Disentis Placidus a Spescha (1752. – 1833.). Rođen u Ženevi, Saussure je od ranog djetinjstva bio zaljubljen u planine. Napustio je odvjetničku karijeru kako bi postao prirodoslovac i proveo je mnogo godina putujući Bernskim Oberlandom, Savojom, Pijemontom i Valaisom proučavajući ledenjake i geologiju, te je postao rani zagovornik teorije o nabiranju Zemljine kore. Saussure je 1787. bio član trećeg uspona na Mont Blanc.

### Romantičari i alpinisti
Albrecht von Haller u pjesmi Die Alpen (1732.) opisuje planine kao područje mitske čistoće. Jean-Jacques Rousseau bio je još jedan pisac koji je u svom romanu Julie, ili Nova Heloiza (1761.) opisao Alpe kao mjesto privlačnosti i ljepote. Nešto kasnije prvi je val romantičara poput Goethea i Turnera započeo posjećivati Alpe kako bi se divio krajoliku. Wordsworth je posjetio to područje 1790. i iznio svoja iskustva u Preludiju (1799.). Schiller je kasnije napisao dramu William Tell (1804.) koja govori o legendarnom švicarskom strijelcu Williamu Tellu kao dijelu šire švicarske borbe za neovisnost od Habsburškog Carstva početkom 14. stoljeća. Na kraju Napoleonovih ratova, u alpske je zemlje započeo masovni priljev pjesnika, umjetnika i glazbenika, koji su dolazili iskusiti uzvišene učinke monumentalne prirode.
Godine 1816. Byron, Percy Bysshe Shelley i njegova supruga Mary Shelley posjetili su Ženevu i svo su troje bili su inspirirani krajolikom. Tijekom tih posjeta Shelley je napisao pjesmu "Mont Blanc", Byron je napisao "Zatvorenik iz Chillona" i dramsku poemu Manfred, a Mary Shelley, kojoj je krajolik bio neodoljiv, u svojoj je vili na obali Ženevskoga jezera usred grmljavinske oluje osmislila priču za roman Frankenstein. Kad je Coleridge putovao u Chamonix izjavio je prkoseći Shelleyju, koji se u knjizi gostiju Hotela de Londres blizu Montenversa potpisao kao "Atheos": "Tko bi, tko bi mogao biti ateist u ovoj dolini čuda".
Do sredine 19. stoljeća znanstvenici su počeli masovno posjećivati Alpe kako bi proučavali geologiju i ekologiju regije.
Od početka 19. stoljeća počinje turistički i planinski razvoj Alpa. U ranim godinama "zlatnog doba alpinizma" u početku su se znanstvene aktivnosti miješale sa sportom, poput fizičara Johna Tyndalla ili prvi uspon na Matterhorn Edwarda Whympera koji se smatra vrhuncem toga doba. U kasnijim godinama, u "srebrnom dobu alpinizma", fokus je bio na planinskim sportovima i penjanju. Prvi predsjednik Alpine Cluba John Ball smatra se otkrivačem Dolomita, koji su desetljećima bili u fokusu penjača poput Paula Grohmanna, Michaela Innerkoflera i Angela Dibone.

### Doba nacizma
Adolf Hitler je rođen u Austriji i cijeli je život bio romantično fasciniran Alpama. U 1930-ima osnovao je dom u Berghofu u regiji Obersalzberg izvan Berchtesgadena. Njegov prvi posjet tom području bio je 1923. godine i otada se čvrsto vezao za taj kraj do kraja života. Krajem Drugoga svjetskog rata, američka je vojska zauzela Obersalzberg kako bi spriječila Hitlera da se povuče s Wehrmachtom u planine.
Do 1940. mnoge su alpske zemlje bile pod kontrolom sila Osovine. Nakon državnog udara Austrija je postala dijelom Trećeg Reicha, Francuska je okupirana, a Italija je bila fašistička država saveznica nacističke Njemačke. Švicarska i Lihtenštajn bile su jedine zemlje koje su izbjegle okupaciju sila Osovine. Švicarska Konfederacija  slijedila je vojnu doktrinu "oružane neutralnosti" koja obvezuje sve muškarce da prođu vojnu obuku i tijekom Drugoga svjetskog rata mobilizirala je svoje postrojbe, prema procjeni generala Eisenhowera oko 850 000 vojnika. Švicarski zapovjednici su eksplozivom ožičili infrastrukturu koja vodi u zemlju i zaprijetili da će  u slučaju nacističke invazije uništiti mostove, željezničke tunele i ceste preko prijevoja. Da je došlo do invazije, švicarska vojska bi se povukla u srce planinskih vrhova gdje su uvjeti bili teži i tamo bi vodili dugotrajne gerliske bitke.
Njemačke skijaške postrojbe obučavane su za alpsko ratovanje i pokazale su se opasnim protivnikom u planinskim područjima u bitkama u Alpama sjeverne Italije, gdje je američka 10. brdska divizija u veljači 1945. naišla na težak otpor. Krajem rata, znatna količina nacističkog plijena pronađena je pohranjena u Austriji, gdje se Hitler  krajem rata nadao povući. U rudnicima soli koji okružuju područje Altausseea američke su postrojbe pronašle 75 kg zlatnika, mnoštvo opljačkanih umjetnina, nakita i novca koji su potom vraćeni vlasnicima.

## Najveći gradovi
Najveći grad na području Alpa je grad Grenoble u Francuskoj. Drugi veći i važni gradovi u Alpama s preko 100 000 stanovnika jesu Bolzano (Italija), Trento (Italija) i Innsbruck (Austrija). Veći gradovi izvan Alpa, ali u njihovoj blizini su Milano, Verona, Torino (Italija), München (Njemačka), Graz, Beč, Salzburg (Austrija), Ljubljana, Maribor, Kranj (Slovenija), Zürich, Ženeva (Švicarska), Nica i Lyon (Francuska).
Gradovi s preko 100 000 stanovnika na području Alpa jesu:
| Rang | Općina        | Stanovnici | Zemlja    | Regija               |
| ---- | ------------- | ---------- | --------- | -------------------- |
| 1    | Grenoble      | 162 780    | Francuska | Auvergne-Rhône-Alpe  |
| 2    | Innsbruck     | 132 236    | Austrija  | Tirol                |
| 3    | Trento        | 117 417    | Italija   | Trentino-Južni Tirol |
| 4    | Bolzano/Bozen | 106 951    | Italija   | Trentino-Južni Tirol |

## Stanovništvo i kultura
U alpskoj regiji živi 14 milijuna stanovnika raspoređenih u osam zemalja. Na obodima planina, visoravnima i u ravnicama gospodarstvo čini industrija i poslovi pružanja usluga, dok je na višim nadmorskim visinama i u planinama poljoprivreda još uvijek gospodarski bitna. Poljoprivreda i šumarstvo i dalje su temelj alpske kulture, te osiguravaju izvoz u gradove i doprinose održavaju planinskoga okoliša.
Alpske regije su multikulturalne i jezično raznolike. Narječja su uobičajena i razlikuju se os regije do regije, čak od doline do doline. Samo u dijelu Alpa nastanjenom slavenskom narodima identificirano je 19 narječja. Neki od romanskih narječja koji se govore u francuskim, švicarskim i talijanskim alpama u dolini Aoste potječu od arpitanskog, dok je južni dio zapadnog raspona povezan s okcitanskim jezikom. Njemački dijalekti potječu od germanskih plemenskih jezika. Romanš kojim govori dva posto stanovništva u jugoistočnoj Švicarskoj je drevni retoromanski jezik izveden iz latinskog, ostataka starih keltskih jezika i možda etruščanskog.
Velik dio alpske kulture ostao je nepromijenjen od srednjovjekovnog razdoblja kada su vještine koje su jamčile preživljavanje u planinskim dolinama i najvišim selima postale temeljem iste kulture, što je dovelo do jake tradicije stolarije, drvorezbarstva, pečenja, slastičarstva i proizvodnje sira.
Poljoprivreda je tradicionalno zanimanje stoljećima, iako je postala manje dominantna u 20. stoljeću s pojavom turizma. Ispaša i pašnjaci ograničeni su zbog strme i stjenovite topografije Alpa. Sredinom lipnja goveda se premještaju na najviše pašnjake blizu snježne granice, gdje ih nadziru pastiri koji borave na velikim nadmorskim visinama često živeći tijekom ljeta u kamenim kolibama ili drvenim štalama. Seljani slave dan kada se krave tjeraju na pašnjake i ponovno kada se vrate sredinom rujna. Almabtrieb, Alpabzug, Alpabfahrt, Désalpes ("silazak s Alpa") slavi se ukrašavanjem krava vijencima i ogromnim kravljim zvonima, dok se farmeri odijevaju u tradicionalne nošnje.
Proizvodnja sira stara je tradicija u većini alpskih zemalja. Kolut sira iz Emmentala u Švicarskoj može težiti i do 45 kg, a Beaufort u Savoji može težiti i do 70 kg. Vlasnici krava tradicionalno od sirara dobivaju dio onog udjela kravljeg mlijeka proizvedenog za ljetnih mjeseci u visokim Alpama. Košenje sijena važna je poljoprivredna aktivnost u planinskim selima koja su posljednjih godina postala donekle mehanizirana, iako su padine toliko strme da ručna košnja često jedino rješenje. Sijeno se inače dovozi dva puta godišnje, često i za blagdane.
U visokim selima ljudi žive u domovima izgrađenim prema srednjovjekovnome planiranju koji podnose hladne zime. Kuhinja je odvojena od dnevnog boravka (zvanog stube, prostor u domu koji se grije peći), a spavaće sobe na drugom katu imaju koristi od rastuće topline. Tipična švicarska koliba nastala je u Bernskom gorju. Brvnare su često okrenute prema jugu ili nizbrdici i građene su od punog drva sa strmim zabatnim krovom kako bi nakupljeni snijeg mogao lako otkliziti. Stepenice koje vode do viših katova ponekad su izgrađene izvana, a balkoni su ponekad zatvoreni.
Hrana se prenosi iz kuhinje u stub, gdje se nalazi blagovaonski stol. Neki su obroci poput fonduea zajedničke, gdje je lonac postavljen na sredinu stola u koji svaka osoba može umočiti. Ostala se jela još tradicionalno poslužuju na izrezbarenim drvenim tanjurima. Namještaj je tradicionalno detaljno izrezbaren, a u mnogim alpskim zemljama stolarske vještine prenose se s koljena na koljeno.
Krovovi se obično grade od alpskog kamena kao što su komadi škriljevca, gnajsa ili škriljevca. Takve se planinske kuće obično nalaze u višim dijelovima dolina, poput doline Maurienne u Savoji, gdje je količina snijega tijekom hladnih mjeseci velika. Nagib krova ne smije biti veći od 40%, omogućavajući snijegu da ostane na vrhu, koji tako funkcionira kao izolacija od hladnoće. U nižim područjima gdje su šume rasprostranjene tradicionalno se koriste drvene ploče od obične smreke, a nazivaju se "tavaillon".
U dijelovima Alpa u kojima se govori njemački (Austrija, Bavarska, Južni Tirol, Lihtenštajn i Švicarska) postoji jaka tradicija alpske narodne kulture. Stare tradicije brižno se održavaju među stanovnicima alpskih područja, premda je to posjetitelju rijetko vidljivo. Mnogi su ljudi članovi kulturnih udruga u kojima se njeguje alpska narodna kultura. Na kulturnim događanjima očekuje se tradicionalna narodna nošnja, na njemačkom Tracht: tipično lederhosen za muškarce i dirndls za žene. Posjetitelji mogu dobiti uvid u bogate običaje Alpa na javnoj manifestaciji Volksfesteu. Dobre prilike za promatrati lokalno stanovništvo kako slavi tradicionalnu kulturu pružaju se na brojnim sajmovima, festivalima vina i vatrogasnim festivalima koji ispunjavaju vikende u prirodi od proljeća do jeseni. Alpski festivali razlikuju se od zemlje do zemlje, a često uključuju glazbu (npr. sviranje alpskog roga), ples (npr. Schuhplattler), sportove (npr. hrvački marševi i streljaštvo), kao i tradicije poganskiih korijena poput paljenja vatre u Walpurginoj noći i Ivanjskoj večeri. Mnoga područja slave Fastnacht u tjednima prije korizme. Narodna nošnja također se i dalje nosi kod većine vjenčanja i festivala.

## Turizam
Alpe su jedna od najpopularnijih turističkih destinacija u svijetu s brojnim ljetovalištima poput Oberstdorfa u Bavarskoj, Saalbacha u Austriji, Davosa u Švicarskoj, Chamonixa u Francuskoj i Cortine d'Ampezzo u Italiji. Turizam je sastavni dio alpskog gospodarstva s preko 120 milijuna posjetitelja godišnje, a velik dio dolazi od zimskih sportova, iako su ljetni posjetitelji također važna komponenta.
Turistička industrija započela je početkom 19. stoljeća kada su žitelji iz cijele Europe započeli posjećivati Alpe, putovali do podnožja planina kako bi uživali u krajoliku i odsjedali u toplicama. Veliki hoteli izgrađeni su tijekom razdoblja Belle Époque. Zupčaste željeznice izgrađene početkom 20. stoljeća prevozile su turiste na sve više uzvisine, najpoznatija od kojih je Jungfraubahn koja završava na Jungfraujochu nakon što prođe kroz tunel u Eigeru znatno iznad vječne snježne granice. Tijekom tog razdoblja pstupno su se pojavljivasli zimski sportovi. Godine 1882. održano je prvo prvenstvo u umjetničkom klizanju u St. Moritzu, a skijaški spust postao je popularan sport među engleskim posjetiteljima početkom 20. stoljeća kada je 1908. postavljen prvi skilift iznad Grindelwalda.
U prvoj polovici 20. stoljeća Zimske olimpijske igre tri se puta održane na području Alpa: Zimske olimpijske igre 1924. u Chamonixu u Francuskoj, Zimske olimpijske igre 1928. u St. Moritzu u Švicarskoj i Zimske olimpijske igre 1936. u Garmisch-Partenkirchenu u Njemačkoj. Tijekom Drugoga svjetskog rata zimske su igre bile otkazane, ali u prvom poslijeratnom razdoblju Zimske olimpijske igre održale su se u St. Moritzu (1948.), Cortini d'Ampezzo (1956.), Innsbrucku (1964. i 1976.), Grenobleu (1968.), Albertvilleu (1992.) i Torinu (2006.). Godine 1930. Lauberhorn Rennen (hrv. "Utrka Lauberhorn") prvi je put vožena na Lauberhornu iznad Wengena. Jednako zahtjevna Hahnenkamm prvi je puta održana iste godine u Kitzbühlu u Austriji. Obje utrke nastavljaju se održavati svakog siječnja uzastopnih vikenda. Lauberhorn je vrlo naporna utrka spusta duljine 4,5 km i predstavlja opasnost za trkače koji dosegnu 130 km/h samo nekoliko sekundi nakon napuštanja startnih vrata.
Tijekom razdoblja nakon Prvog svjetskog rata u švicarskim i austrijskim gradovima izgrađene su žičare za smještaj zimskih posjetitelja, ali je ljetni turizam i dalje bio gospodarski važan. Do sredine 20. stoljeća popularnost skijaškog spusta uvelike je porasla, a 1970-ih u Francuskoj je izgrađeno nekoliko novih sportskih sela poput Les Menuiresa posvećenih gotovo isključivo skijanju. Do ove točke Austrija i Švicarska bile su tradicionalna i popularnija odredišta za zimske sportove, ali krajem 20. stoljeća i početkom 21. stoljeća Francuska, Italija i Tirol počeli su bilježiti porast zimskih posjetitelja. Od 1980. do danas, ski-liftovi su modernizirani, a strojevi za proizvodnju snijega postavljeni na mnogim odmaralištima, što je dovelo do sve veće zabrinutosti u vezi s gubitkom tradicionalne alpske kulture i nesigurnosti u pogledu održivog razvoja. Broj skijališta i kilometara staza smanjio se od 2015., što je vjerojatno rezultat klimatskih promjena.

## Promet
Regijom se prostire 4200 km cesta kojima prometuje šest milijuna vozila godišnje.U alpskome području je snažno razvijen željeznički promet, primjerice u Švicarskoj je izgrađeno 120 km željezničkih pruga na 1000 km² površine. Tu se nalazi većina najviših europskih željeznica. Godine 2007. otvoren je bazni tunel Lötschberg dugačak 34,57 km, koji zaobilazi 100 godina stariji tunel Lötschberg. Otvorenjem 57,1 km Gotardskog baznog tunela 1. lipnja 2016., zaobišao se strai tunel Gotthard izgrađen u 19. stoljeću čime se realiziraO prvI ravnI PRAVAC kroz Alpe.
Do nekih sela na višim nadmorskim visinama ne postoje pristupni putevi automobilom zbog nepristupačnosti ili zbog samog izbora njegovih stanovnika. Wengen i Zermatt u Švicarskoj dostupni su samo žičarom ili zupčanom željeznicom. U Avoriazu u Francuskojn nije dopušten pristup automobilima, a i druga alpska sela razmišljaju o tome da postanu zone bez automobila ili da ograniče broj automobila zbog održivosti krhkog alpskog terena.
Niži predjeli i veći gradovi u Alpama dobro su povezani autocestama i državnim cestama, ali viši planinski prijevoji i putevi među najvišima u Europi mogu biti opasni čak i ljeti zbog strmih padina. Mnogi su prijelazi zatvoreni zimi. Nekoliko zračnih luka oko Alpa (i nekih unutar), kao i međugradske željezničke veze iz svih susjednih zemalja, velikom broju putnika omogućuju jednostavan pristup cijeloj regiji.